# Rudolf Gradinger
Rudolf Gradinger (* 13. Juni 1923 in Wien; † 23. August 2004 in Fürstenfeld) war ein österreichischer Politiker (ÖVP) und Fernmeldetechniker. Gradinger war von 1961 bis 1964 Abgeordneter zum Burgenländischen Landtag und von 1971 bis 1979 Abgeordneter zum Österreichischen Nationalrat.

## Leben
Gradinger wurde als Sohn von Rudolf Gradinger, Lokomotivführer aus Wien, geboren und besuchte nach der Pflichtschule eine Höhere Technische Lehranstalt. 1942 legte er die Matura ab. Danach diente er ab 1942 in der Wehrmacht, wobei er in sowjetische und amerikanische Kriegsgefangenschaft geriet. Nachdem er ab Oktober 1945 in der Privatwirtschaft tätig gewesen war, wechselte er im Juni 1946 als Fernmeldetechniker zur Post- und Telegraphenverwaltung. Er war in der Folge als Bezirksbauführer in Zistersdorf, Bruck an der Leitha und zuletzt in Stegersbach eingesetzt, wo er schließlich zum Leiter der Telegraphenabteilung aufstieg. Gradinger war ab 1950 mit Maria Wagner, der Tochter des Landeshauptmanns Johann Wagner verheiratet.
Gradinger engagierte sich als Bildungsreferent der ÖVP Burgenland und war Bezirksobmann des ÖAAB Güssing sowie von 1960 bis 1979 Landesobmann-Stellvertreter des ÖAAB Burgenland. Innerhalb der ÖVP hatte er von 1960 bis 1979 das Amt des Bezirksparteiobmanns der ÖVP-Güssing inne. Gradinger vertrat die ÖVP vom 8. August 1961 bis zum 5. Juli 1971 im Burgenländischen Landtag und war danach vom 6. Juli 1971 bis zum 4. Juni 1979 Abgeordneter zum Nationalrat.

## Auszeichnungen
- 1978: Großes Goldenes Ehrenzeichen für Verdienste um die Republik Österreich[1]